# Eupogonius bierigi
Eupogonius bierigi là một loài bọ cánh cứng trong họ Cerambycidae.